# Роксбург
Роксбург (англ. Roxburgh, [ˈrɒksbərə]) — цивільна парафія та колишнє королівське місто в історичному графстві Роксбургшир, область Скоттіш-Бордерс, Шотландія.
Це було важливе торгове місто в Шотландському королівстві в період з Високого середньовіччя до Раннього нового періоду. У середні віки він мав принаймні таке ж значення, як Единбург, Стерлінг, Перт або Бервік-апон-Твід, певний час виступаючи фактичною столицею королівства (так як у ньому знаходилася королівська резиденція Давида I).

## Історія
Його значення полягало в тому, що місто розташовувалося в центрі деяких з найродючіших у сільськогосподарському відношенні районах Ловлендса. Також через місто протікала річка Твід, що дозволяло здійснювати річкове транспортування товарів через головний морський порт Бервік-апон-Твід. Його позиція також була перешкодою для англійського вторгнення.
Стоячи на обороноздатному півострові між річками Твід і Тевіот, із замком Роксбург, який охороняв вузьку горловину півострова, це було поселення певної важливості під час правління Давида I, який надав місту статус Королівського Бурга. Між правлінням Вільгельма Лева та Якова II тут знаходився Королівський монетний двір. У місті також було три церкви та школи, які діяли під егідою ченців абатства Келсо. У 1237 році тут народився майбутній король Шотландії Олександр III.
Англійські та шотландські війська неодноразово захоплювали та відвойовували місто під час війн за незалежність Шотландії. Під час окупації Шотландії король Англії Едуард III проживав у замку Роксбург, провівши там щонайменше два дні народження. Замок був під облогою кілька разів, зокрема в 1314 році. Його остаточне відвоювання в 1460 році призвело до знищення міста та замку. Після цього місто остаточно втратило своєї важливості, оскільки остаточне захоплення англійцями Бервік-апон-Твіду в 1482 році залишило Роксбургу мало причин для існування, оскільки відтепер місто втратило головний ринок збуту товарів.
Від міста не залишилося нічого, крім зруйнованих фрагментів замкових валів. Його ділянка розташована на південь від сучасних замків Келсо та Флорс, які лежать на іншому березі Твіду. Новим адміністративним центром графства Роксбургшир замість Роксбурга став Джедбург.
Про це місто відомо мало інформації, частково через те, що землевласник герцог Роксбургський не дозволяв археологам проводити розкопки. У 2003 році команда телепередачі Time Team, що виходила на Четвертому каналі, отримала дозвіл на проведення археологічних розкопок на території колишнього міста. Їх висновки були оприлюднені 21 березня 2004 року.

## Етимологія
Роксбург, ймовірно, походить від давн-англ. hrōcas burh, англ. rook's bourgh — тобто, місто круків.

## Сучасність
Сьогодні назва Роксбург належить невеликому селу приблизно за 3 км на південний захід від місця розташування історичного Роксбурга.